# کوین پاوولس
کوین پاوولس (انگلیسی: Kevin Pauwels؛ زادهٔ ۱۲ آوریل ۱۹۸۴) دوچرخه‌سوار اهل بلژیک است.
وی در مسابقات کشوری و بین‌المللی در مجموع برندهٔ ۲ مدال طلا، ۵ مدال برنز شده‌است.